# فايزة اليعقوبية
فايزة بنت خميس اليعقوبية باحثة وكاتبة وتربوية عُمانية.

## نبذة
فايزة بنت خميس بن سليّم اليعقوبي (1972 - 2006 م) باحثة وكاتبة ومشرفة ثقافية ، ولدت في ولاية عبري بمحافظة الظاهرة في سلطنة عمان. عملت في التربية والثقافة، ولها مؤلفين اثنين أولها المجموعة القصصية الأدبية «سغب الجذور» (2007 م) التي ضمت 15 قصة قصيرة.، وكتاب «العلاقة بين النقد والأدب» (2007م) ، وهو كتاب تحليلي ونقدي لكتاب «شقائق النعمان على سموط الجمان في أسماء شعراء عمان» لمحمد بن راشد الخصيبي. توفيت فايزة بحادث مروري في مسقط رأسها بولاية عبري مع زوجها وابنها، وكانت حينها تكمل دراسة الدكتوراة في تونس بجامعة سوسة.

## دراستها
حصلت فايزة على ليسانس اللغة العربية وآدابها عام 1995م من جامعة السلطان قابوس، ونالت درجة الماجستير في الأدب العربي الحديث بمجال الأدب والنقد من جامعة السلطان قابوس، وكانت اليعقوبية قد باشرت بدراسة الدكتوراة في جامعة سوسة بدولة تونس، ولكن وافتها المنية بتاريخ 11 أبريل 2006م قبل استكمالها للدراسة.

## عملها
تنقلت فايزة في عملها بين التدريس والإشراف التربوي، حيث عملت في دائرة المناهج في المديرية العامة لكليات التربية عام 1997م، ثم عملت كمشرف ثقافي بكلية التربية في عبري خلال الفترة (2000- 2002م)، وكانت آخر وظيفة لها هي مدرس مساعد في قسم اللغة العربية وآدابها بجامعة السلطان قابوس خلال الفترة (2003- 2006م).

## المشاركات الأدبية والثقافية
كتبت فايزة عددا من المقالات في الصحف المحلية العمانية والملاحق الثقافية ، وشاركت في عدد من الندوات أحدها ندوة الآيست للتعليم في مسقط (1997)، والمهرجان المسرحي الأول بجامعة السلطان قابوس (2002)، وترأست ندوة الأدب العماني بكلية التربية في ولاية عبري (2004) ، وأسهمت في إشهار أسرة القصة القصة القصيرة في كليات التربية.